# Zahed Mohamed
Pour les articles homonymes, voir Zahed et Mohamed.
Zahed Mohamed, connu aussi sous le nom de Zahed Salem, né le 24 juin 1992 à Alexandrie, est un joueur professionnel de squash représentant l'Égypte. Il atteint en mars 2019 la 14e place mondiale sur le circuit international, son meilleur classement.

## Biographie
Pour ses débuts au championnat du monde en 2013, il est directement qualifié pour le tableau principal, où il s'incline au premier tour face au futur champion du monde Nick Matthew en trois jeux.

## Palmarès

### Titres
- Open de Pittsburgh : 2017
- Pakistan Navy CNS International 2016

### Finales
- Open de Pittsburgh : 2019
- Torneo Internacional PSA Sporta : 2017